# Bo Lindman
Bo Sigfrid Gabriel Lindman (Stoccolma, 8 febbraio 1899 – Solna, 30 luglio 1992) è stato un pentatleta e schermidore svedese.

## Palmarès
In carriera ha conseguito i seguenti risultati:
- Giochi olimpici:

Parigi 1924: oro nel pentathlon moderno.
Amsterdam 1928: argento nel pentathlon moderno.
Los Angeles 1932: argento nel pentathlon moderno.
- Mondiali di scherma

1933 - Budapest: bronzo nella spada a squadre.